# 金子瑛美
金子 瑛美（かねこ てるみ、1991年6月19日 - ）は、埼玉県出身の、日本の柔道選手である。階級は57kg級。身長162cm。血液型はAB型。組み手は右組み。得意技は大内刈。自衛隊体育学校の所属。現姓は大辻。

## 経歴
柔道は5歳の時に五十嵐道場で始めた。淑徳中学3年の時に全国中学校柔道大会の個人戦52kg級で3位、団体戦でも3位になった。淑徳高校3年の時にはインターハイの個人戦57kg級で3位、団体戦では1年後輩の太田晴奈などとともに活躍して2位となった。全日本ジュニアでは優勝を飾った。
2010年には埼玉大学へ進学すると、全日本ジュニアでは3位にとどまり2連覇はならなかったが、学生体重別では決勝で筑波大学3年の牧志津香を破って1年生にして優勝を飾った。世界ジュニアでは3位に終わった。3年の時には学生体重別で3位だった。4年の時には決勝まで進むも、国士舘大学3年の柳樂祐里に裏投げで有効を取られた後に再び豪快な裏投げを喰らって2位にとどまった。
2014年には自衛隊体育学校の所属となると、東アジア選手権の個人戦では3位だったが、団体戦で優勝を果たした。2015年の実業個人選手権では2位だった。2016年の実業団体ではコマツ戦で芳田司を技ありで破った。アジアオープン・台北では準決勝でJR東日本の柳楽を破ると、決勝でも同じ所属の渡辺華奈を破ってシニアの国際大会初優勝を飾った。2017年のアジアオープン・台北では準々決勝で柳楽を破るなどオール一本勝ちして今大会2連覇を飾った。2018年6月の実業団体ではコマツ戦で芳田司を小外掛で破った。8月の実業個人選手権では決勝で元世界チャンピオンであるベネシードの松本薫を技ありで破って優勝した。9月には大学の1年先輩だった大辻康太と結婚して大辻姓に変わった。11月の講道館杯では初戦で敗れたが、グランプリ・ハーグではプリシラ・ネトやミリアム・ローパーを破るなどオール一本勝ちしてIJFワールド柔道ツアー初優勝を飾った。2019年4月には夫婦揃って無差別の全日本選手権出場を果たしたが、初戦で78㎏超級の選手であるJR東日本の井上愛美に払腰の技ありで敗れた。

## 戦績
- 2006年 -　全国中学校柔道大会　　個人戦　3位(52kg級)　団体戦　3位
- 2009年 -　インターハイ　個人戦　3位　団体戦　2位
- 2009年 -　全日本ジュニア 優勝
- 2009年 - ワールドカップ・スウォン　3位
- 2010年 -　チューリンゲンジュニア国際　3位
- 2010年 -　フランスジュニア国際　2位
- 2010年 -　韓国ジュニア国際　優勝
- 2010年 -　全日本ジュニア　3位
- 2010年 -　学生体重別　優勝
- 2010年 -　世界ジュニア 3位
- 2012年 -　学生体重別　3位
- 2013年 -　学生体重別　2位
- 2014年 -　東アジア選手権　個人戦　3位　団体戦　優勝
- 2014年 -　実業個人選手権　3位
- 2015年 -　実業個人選手権　2位
- 2016年 - アジアオープン・台北　優勝
- 2017年 -　実業団体　2位
- 2017年 - アジアオープン・台北　優勝
- 2017年 -　実業個人選手権　2位
- 2018年 - 実業個人選手権　優勝
- 2018年 -　グランプリ・ハーグ　優勝
- 2019年 - 実業個人選手権　優勝
- 2021年 - 実業個人選手権　2位

(出典、JudoInside.com)